# Courtaud (instrument)
Pour les articles homonymes, voir Courtaud (homonymie).
Le courtaud ou kortholt est un instrument de musique proche du basson. Il possède une perce cylindrique, avec deux séries de trous. Michael Praetorius décrit la famille des courtauds avec une anche encapsulée, alors que Marin Mersenne la dit pincée entre les lèvres.